# Johan Bengtson

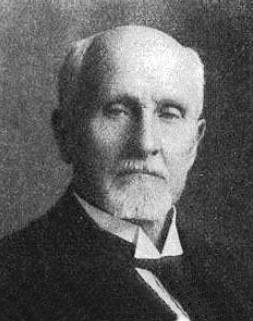
Nils Johan Bengtson.

Nils Johan Bengtson (i källorna ofta som N J Bengtsson eller N J Bengtson), född 30 november 1845 i Kållerstads socken, Jönköpings län, död 10 juli 1926 i Oscars församling, Stockholm, var en svensk byggmästare verksam i Stockholmstrakten.

## Biografi
Johan Bengtson kom från en lantbrukarfamilj, men kom under flera årtionden att verka som byggmästare i Stockholm. Han stod ofta själv som byggherre till de fastigheter han uppförde. I huvudsak rör det sig om mycket påkostade bostadshus vilka ritats av namnkunniga arkitekter, bland annat två hus utmed Strandvägen ritade av Johan Laurentz. Men han var även byggmästare vid två bankbyggen i staden där Thor Thorén var arkitekt och affärshuset Sidenhuset vid Hamngatan.
Bengtson bosatte sig i Djursholm där han sedermera blev kommunalman. Han var ordförande i Stockholms Byggmästareförening 1906–1908 och fullmäktig i Centrala arbetsgivareförbundet. Han var delägare i färghandelsföretaget AB Alfort & Cronholm och dess ordförande till 1918 med stor betydelse för företagets utveckling. Mellan 1900 och fram till sin död var han också styrelseordförande i Lutherska missionsföreningen. Bengtson är begravd på Djursholms begravningsplats.

## Förteckning över av Bengtson uppförda byggnader i Stockholm (urval)

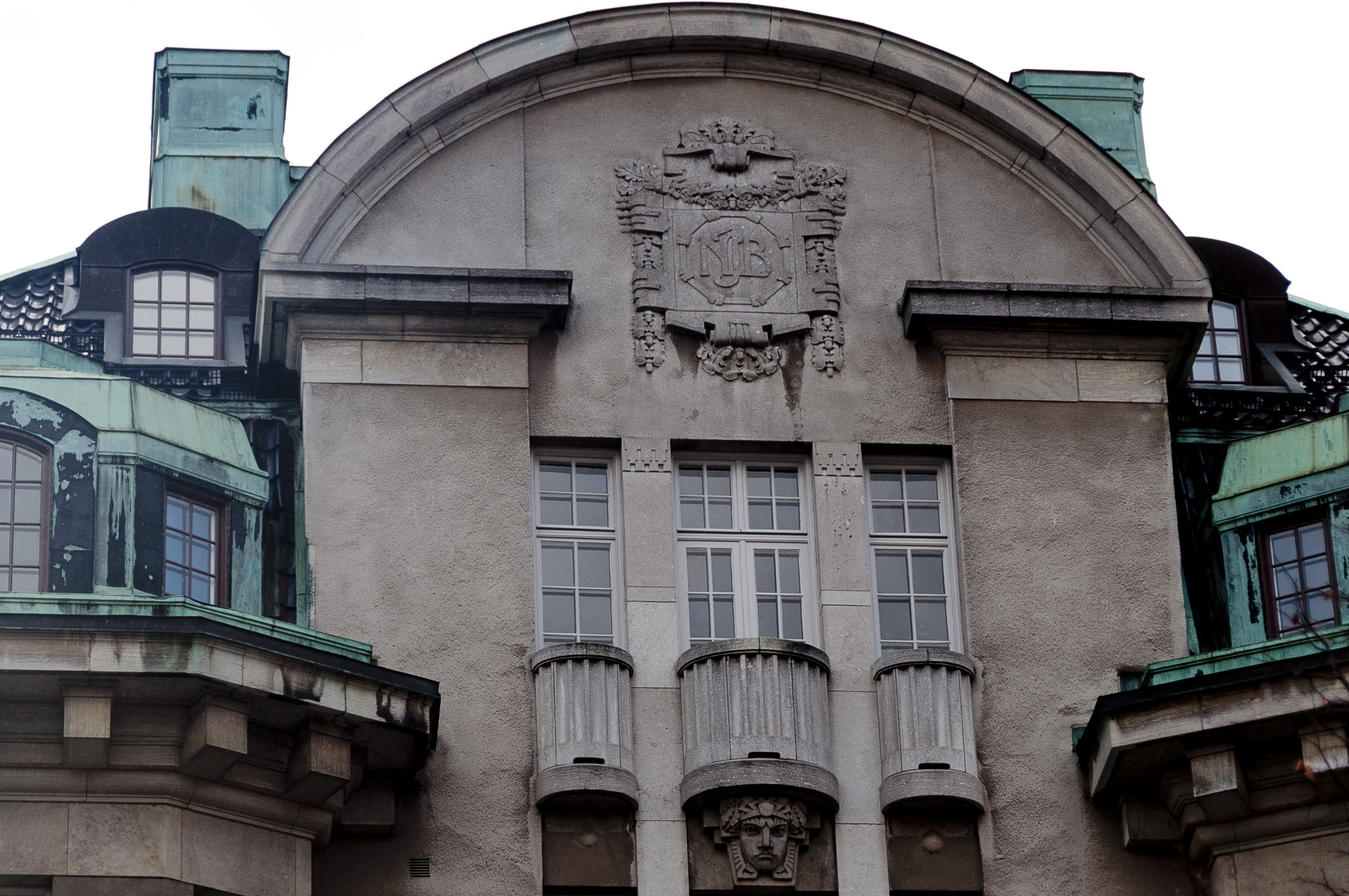
Byggherrens monogram på fasaden mot Runebergsplan på Poppeln 2.

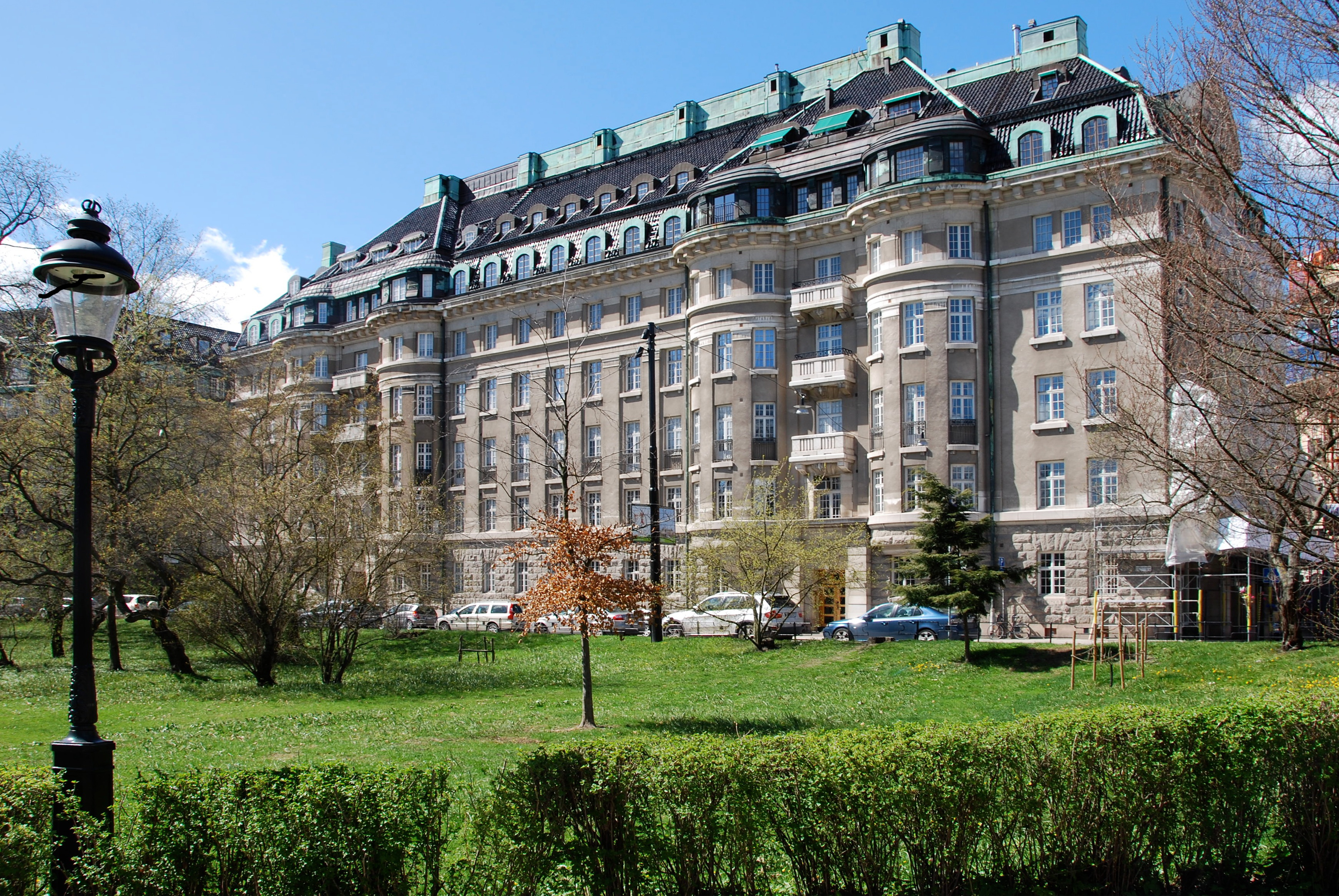
Poppeln 2 & 3

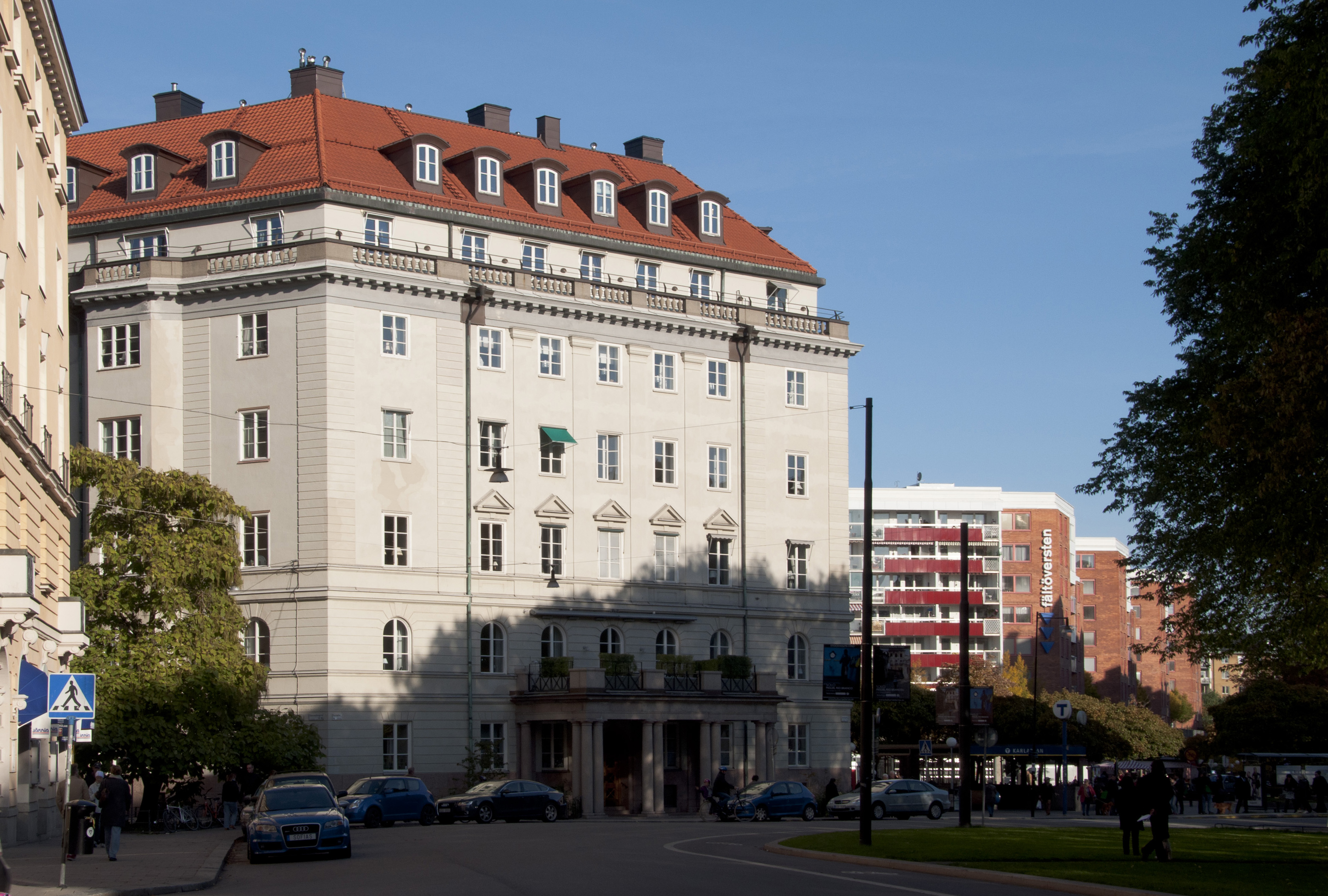
Djursborg 11

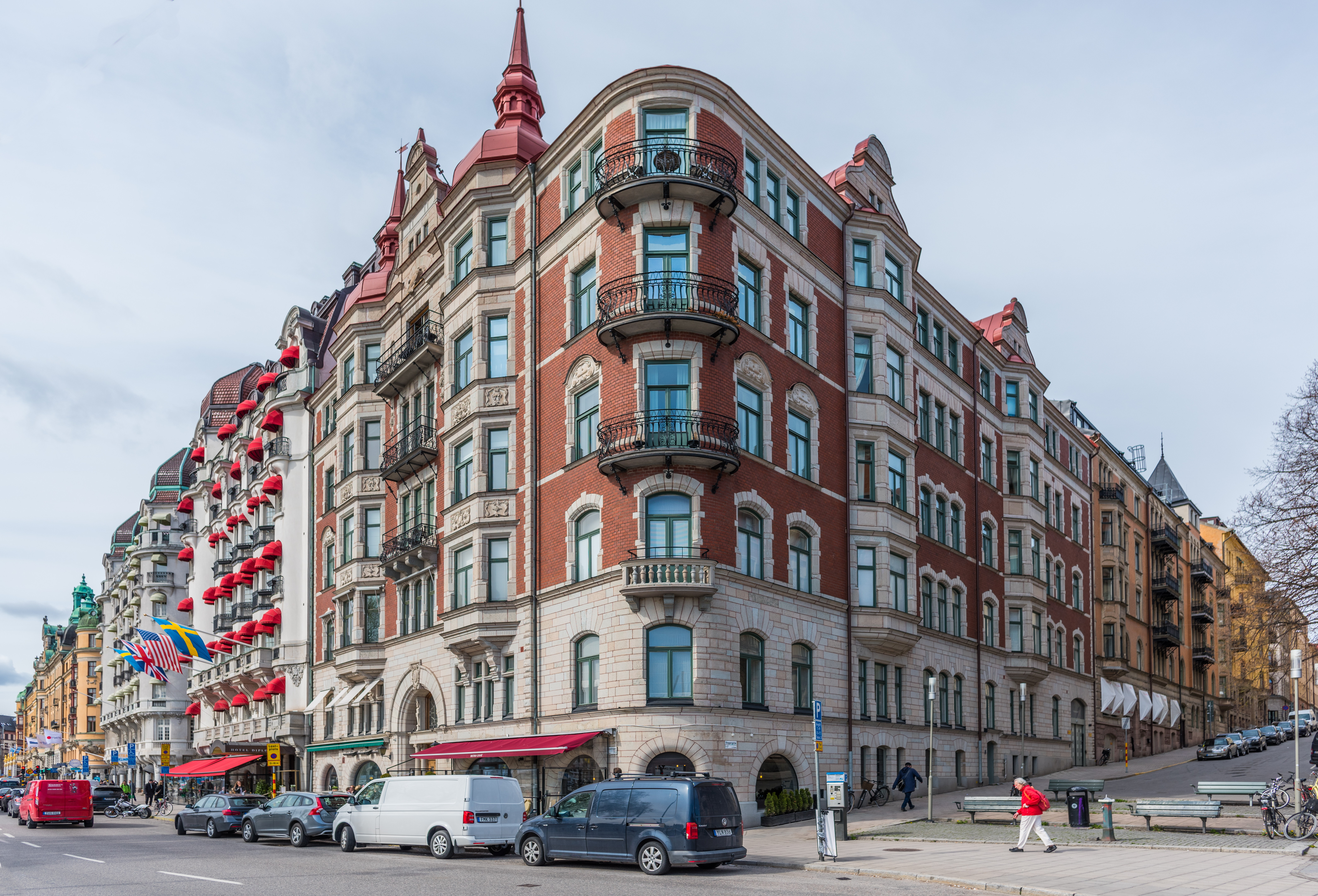
Klippan 9.

## Förteckning över av Bengtson uppförda byggnader i Stockholm (urval)[4]
| Fastighet         | Gata                                   | Byggnadsår          | Arkitekt                            | Byggherre | Byggmästare |
| ----------------- | -------------------------------------- | ------------------- | ----------------------------------- | --------- | ----------- |
| Adam och Eva 9    | Drottninggatan 68, Slöjdgatan 9        | 1889–1891           | Anders Gustaf Forsberg              | X         | X           |
| Djursborg 11      | Karlaplan 9, Östermalmsgatan 103       | 1921–1924           | Höög & Morssing                     | X         |             |
| Granen 10         | Villagatan 18,20                       | 1903–1904           | Hagström & Ekman                    |           | X           |
| Hagen 14          | S:t Paulsgatan 30                      | 1880–1882           | J Johansson                         |           | X           |
| Hälsan 4          | Tegnérgatan 4                          | 1884–1885           | Gustaf Sjöberg                      | X         | X           |
| Klippan 6         | Skeppargatan 7, Kaptensgatan 8         | 1898–1899           | Victor Dorph                        | X         | X           |
| Klippan 9         | Strandvägen 9, Skeppargatan 1          | 1897–1900           | Johan Laurentz                      | X         | X           |
| Laxöringen 1      | Sibyllegatan 47                        | 1881–1882           | C Cederström                        | X         | X           |
| Lärjungen         | Torsgatan 10                           | 1902                | Johan Laurentz, senare Victor Bodin |           | X           |
| Loen 4            | Drottninggatan 17                      | 1906–1908           | Thor Thorén                         |           | X           |
| Näckström 24      | Arsenalsgatan 6                        | 1907–1910           | Thor Thorén                         |           | X           |
| Planeten 2        | Vastmannagatan 35                      | 1883                | Fritz Eckert                        | X         | X           |
| Poppeln 2         | Engelbrektsgatan 25, Runebergsgatan 12 | 1912–1914           | Hagström & Ekman                    | X         | X           |
| Poppeln 3         | Engelbrektsgatan 23, Stenbocksgatan 2  | 1912–1914           | Hagström & Ekman                    | X         | X           |
| Poppeln 4         | Eriksbergsgatan 14, Runebergsgatan 10  | 1912–1914           | Theodor Kellgren                    | X         |             |
| Riddaren 5        | Nybrogatan 19, 21                      | 1903–1905           | Konrad Elméus                       |           | X           |
| Sjömannen 10      | Nybrogatan 6                           | 1912–1914           | Hagström & Ekman                    |           | X           |
| Storken 12        | Jungfrugatan 41 och 43.                | 1892–1893 1896–1897 | Ulrich & Forsberg                   |           | X           |
| Trojenborg 18     | Eriksbergsgatan 12, Stenbocksgatan 3   | 1912–1913           | Bergman, Frumerie & Sundstrand      | X         |             |
| Trojenborg 19     | Engelbrektsgatan 21, Stenbocksgatan 1  | 1912–1914           | Olof Deas-Olsson                    | X         | x           |
| Trädlärkan 11     | Friggagatan 10                         | 1910–1911           | Thor Thorén                         | X         | X           |
| Ädelman mindre 11 | Strandvägen 17                         | 1895                | Johan Laurentz                      | X         | X           |